# Castell de la Fullola
El Castell de la Fullola està situat en un petit turó al centre d'una vall que s'estén entre la serra de les Moles i el coll de la Mola, a uns 12 km al nord-est de Tortosa. És un exemple molt notable de torre i de fortificació relacionades amb un indret poblat.

## Història
Les primeres referències documentals són del segle xiii. L'any 1208, Ramon de Montcada atorgà una carta de poblament a Pere Nebot i els seus per la qual els concedia el castell i el terme de la Fullola perquè els poblessin segons els costums de Tortosa. La carta parla de «castellus cum turre et domos […] et casales». El 1216 hi ha documentada una altra carta de poblament del mateix indret feta per Ramon de Montcada a favor d'Arnau de Figuerola i els repobladors que ell hi establís.
En temps de Jaume I el lloc de la Fullosa passà a mans reials i al segle xv apareix unit al terme de la ciutat de Tortosa. Al segle xix consta com a despoblat.

## Arquitectura
El castell és format bàsicament per una alta i esvelta torre de planta circular, segurament de base massissa, i per un recinte dins del qual hi ha un clos fet amb parets de tàpia i algunes dependències. La torre té un diàmetre de 4,5 m i una alçada de 16 m. El gruix del mur és d'1 m al nivell de la porta que s'obre cap a l'oest i és situada a uns 5 m del sòl exterior. La porta és rectangular, acabada a fora amb una llinda plana, monolítica; A l'interior l'espai del mur és cobert amb unes fustes. Els muntants són fets amb pedres poc treballades. A part de la porta, a uns 12 m i a uns 14 m d'alçada hi ha dues espitlleres orientades a sud.
L'aparell constructiu de la torre és fet amb pedres de mida mitjana sense treballar i col·locades amb filades. A la part superior són més petites i més ben arrenglerades. Tota la torre devia ser arrebossada.
La torre era situada dins d'un clos que cap al sud s'estenia a uns 11 m de la torre i cap al nord possiblement a uns 27 m. Al nord del recinte hi hauria un clos de pedra i tàpia, d'uns 15 x 15 m. La tàpia es conserva només a la part meridional on hi ha un tram d'uns 4,5 m. Entre aquest clos i la torre hi ha restes de nombroses parets. A la banda oest veiem dues cambres annexes d'una longitud de 10,5 m i una amplada de 5,2 m, que són en part buidades a la roca. Les parets són fetes amb filades de pedra poc treballades unides amb morter de calç. Altre restes de parets es troben més cap a l'est i cap al sud i, unes dotzenes de metres cap al nord-oest hi ha restes d'una construcció petita, d'uns 3 m de costat, feta de tàpia.
A part de les restes relacionades amb el castell, al nucli de poblament medieval era completat amb l'església, gòtica, situada a l'est de la torre i diversos habitatges dispersos a l'entorn de la fortificació.
La datació situaria la torre i altres elements del castell al segle xiii, potser cap a l'any 1200. No obstant, alguns elements poden ser més antics, fins i tot d'abans de la conquesta cristiana. Algunes de les cases al voltant de la fortificació serien ja clarament gòtiques.